# 가나기정 (시마네현)
가나기정(金城町)은 시마네현 서부에 있던 정이며 나카군에 속했다.
2005년 10월 1일, 하마다시, 아사히정, 미스미정, 야사카촌과 합병해 새로운 하마다시가 되어 소멸하였다.

## 지리
시마네현 서부에 있으며 히로시마현과의 경계에 위치한다.

## 역사
- 1956년 8월 1일 - 구모기촌, 이마부쿠촌, 하사촌이 합병해 가나기촌이 성립하였다.
- 1969년 11월 3일 - 정으로 승격해 누마타시가 성립하였다. 동일 가나기정은 폐지되었다.
- 2005년 10월 1일 - 하마다시, 아사히정, 미스미정, 야사카촌과 합병해 새로운 하마다시가 성립하였다. 동일 가나기정은 폐지되었다.

## 교통

### 철도
- 서일본 여객철도 산인 본선

### 도로
- 하마다 자동차도(일본어판)
- 국도 186호선